# Juan Mogrovejo de Quiñones
Juan Mogrovejo (o Morgovejo) de Quiñones y Prado (* Mayorga, ca. 1503 - †Yauyos, 1536), fue un conquistador, encomendero y funcionario colonial español. Participó en las acciones iniciales de la conquista del Perú y en la fundación de las ciudades de Jauja y Lima.

## Biografía
Pertenecía a una distinguida familia hidalga leonesa, sus padres fueron Gonzalo Alfonso de Mogrovejo y Muñoz (hermano del abuelo del futuro arzobispo y santo Toribio de Mogrovejo), y Brianda de Prado y Quiñones, hija de Rodrigo de Prado y de la Vega, señor de Albires. Pasó a las Indias en su juventud y hacia 1528 se encontraba en Nicaragua. Además fue tío de Francisco de Quiñones, gobernador interino de Chile. Se contó entre los hombres que junto a Sebastián de Benalcázar pasaron al Perú, uniéndose a la tercera expedición de Francisco Pizarro.
Participó en la captura de Atahualpa en Cajamarca (1533), donde como hombre de a caballo recibió doble parte de oro y plata en el reparto del rescate. En la marcha hacia el Cuzco quedó en la retaguardia custodiando el tesoro y participó en la fundación de Jauja, de la cual fue uno de sus primeros alcaldes ordinarios (1534). Se le otorgó la encomienda de Cajatambo, estableciéndose posteriormente en Lima, donde fue elegido alcalde de segundo voto (1536). Sin embargo, tuvo que interrumpir sus funciones pues recibió el encargo del gobernador Pizarro de marchar con treinta jinetes hacia la Sierra Central y socorrer a los españoles sitiados en el Cuzco durante el levantamiento de Manco Inca. Luego de tomar represalias, quemando vivos a varios nativos, y ante el agotamiento de sus caballos, fue emboscado y muerto junto con sus hombres cuando trataba de regresar a la costa.
| Predecesor: Juan Tello de Guzmán | Alcalde ordinario de Lima Segundo voto 1536 | Sucesor: Francisco Dávalos |